# Helina nigribasis
Helina nigribasis är en tvåvingeart som beskrevs av Malloch 1920. Helina nigribasis ingår i släktet Helina och familjen husflugor. Inga underarter finns listade i Catalogue of Life.